# 马木剌·的斤
马木剌·的斤（？—1265年），是高昌回鶻亦都護（畏兀儿）巴而术·阿而忒·的斤之孙，玉古伦赤·的斤之子。高昌回鶻是大蒙古国的附庸。
1252年，亦都護萨仑·的斤被大汗蒙哥借口残害伊斯兰教穆斯林的罪名杀死。玉古伦赤·的斤被蒙哥立为亦都護。玉古伦赤·的斤不久去世，其子马木剌的斤即位，袭任亦都护。后来他率领探马军万人，跟随蒙哥伐南宋合州（今合川），攻钓鱼山有功，回到火州（高昌、今吐鲁番）去世。其子火赤哈儿·的斤即位。